# Robert Gerald Casey
Robert Gerald Casey (Evergreen Park, 23 de setembro de 1967) é um prelado católico americano que foi nomeado Arcebispo de Cincinnati em 2025. Ele serve como bispo auxiliar da Arquidiocese de Chicago desde 2018.

## Biografia

### Vida pregressa
Robert Casey nasceu em 23 de setembro de 1967, em Evergreen Park, Illinois. Ele é o quarto de cinco filhos de Michael Casey, um açougueiro, e Margaret Casey, uma enfermeira. Quando ele era criança, sua família mudou-se para Alsip, Illinois . Ele frequentou a Stony Creek Elementary School e a Prairie Junior High School naquela cidade. Casey então entrou na Marist High School em Chicago, onde começou a considerar o sacerdócio.
Após se formar na Marist em 1985, Casey entrou no Niles College Seminary da Loyola University Chicago. Ele se formou na Niles em 1989 com um diploma de bacharel em artes em inglês. Ele então entrou na University of St. Mary of the Lake, em Mundelein, Illinois, recebendo um grau de Mestre em Divindade em 1994

### Sacerdócio
Em 21 de maio de 1994, Casey foi ordenado sacerdote pela Arquidiocese de Chicago na Catedral do Santo Nome em Chicago pelo Cardeal Joseph Louis Bernardin.
Após sua ordenação em 1994, a arquidiocese designou Casey como pastor associado da Paróquia de St. Ita em Chicago. Em 1998, ele também foi nomeado diretor associado da Casa Jesus , um programa de recrutamento de sacerdócio voltado para homens hispânicos. Em 1999, Casey estava trabalhando em tempo integral como seu diretor. Em 2003, ele empreendeu uma peregrinação de 40 dias a Santiago de Compostela, na Espanha.
Após retornar da Espanha no final de 2003, a arquidiocese nomeou Casey como pastor da Paróquia Nossa Senhora de Tepeyac em Chicago. Casey foi suspenso em 2008 por quatro semanas enquanto o Departamento de Serviços Infantis e Familiares de Illinois investigava uma alegação de abuso sexual contra ele naquela paróquia. A arquidiocese o devolveu ao ministério depois que a investigação determinou que a queixa era infundada.
A arquidiocese transferiu Casey em 2009 para servir como pastor da Paróquia de Santa Bárbara em Brookfield, Illinois . Casey deixou Santa Bárbara em 2016 para se tornar pastor da Paróquia de São Bede, o Venerável, em Chicago.

### Bispo Auxiliar de Chicago
O Papa Francisco nomeou Casey como bispo auxiliar de Chicago em 3 de julho de 2018. Em 17 de setembro de 2018, Casey foi consagrado na Catedral do Santo Nome em Chicago pelo Cardeal Catedral do Santo Nome de Chicago. Seus co-consagradores foram os Bispos Auxiliares Francis J. Kane e George J. Rassas.
Após sua instalação, Cupich designou Casey como vigário do Vicariato III. Em 2020, Cupich o nomeou vigário geral da arquidiocese.

### Arcebispo de Cincinnati
Casey foi nomeado Arcebispo de Cincinnati em 12 de fevereiro de 2025. Casey, que atualmente é considerado Arcebispo designado para Cincinnati, será oficialmente instalado em uma data posterior. Após sua transferência para a Arquidiocese de Cincinnati, foi revelado que o antigo Arcebispo Dennis Schnurr permanecerá como Administrador Apostólico e ajudará Casey a se estabelecer em sua nova função como Arcebispo de Cincinnati.